# Davudabad
Dāvudābād (farsi داودآباد) è una città dello shahrestān di Arak, circoscrizione Centrale, nella provincia di Markazi in Iran. Aveva, nel 2006, una popolazione di 5.517 abitanti. 